# Fiserv Forum
Fiserv Forum este o arenă multifuncțională situată în centrul orașului Milwaukee, Wisconsin. Este locul unde joacă meciurile de pe teren propriu echipa Milwaukee Bucks din National Basketball  Association (NBA) și a echipei de baschet masculin Marquette Golden Eagles a Universității Marquette.
Construcția a început pe 18 iunie 2016, iar arena și-a primit certificatul din partea primăriei pe 5 iunie 2018. Arena a fost inaugurată pe 26 august 2018.